# Armen Minasian
Armen Andreas Minasian (* 11. Juni 1959 in San Francisco, Kalifornien; † 3. September 2022) war ein US-amerikanischer Filmeditor.

## Leben
Nachdem Armen Minasian 1984 seine erste Schnittassistenz für den Editor Brian Tagg in China Blue bei Tag und Nacht absolviert hatte, arbeitete er in den folgenden Jahren für Editoren wie Bruce Green, Glen Morgan und Robert C. New, bevor er zu William M. Anderson kam, und ihm bei Filmen wie Die Generation von 1969 und Der Club der toten Dichter assistierte. Mit Anderson verband ihn auch von 1990 bis 1996 eine Zusammenarbeit als Co-Editoren. So schnitt er an dessen Seite Filme wie 1492 – Die Eroberung des Paradieses und Im Sumpf des Verbrechens.
Mit Trabbi goes to Hollywood, ein Film mit Thomas Gottschalk, hatte Minasian 1991 zum ersten Mal die alleinige Verantwortung für einen Filmschnitt.

## Filmografie (Auswahl)
- 1984: China Blue bei Tag und Nacht (Crimes of Passion) (Schnitt-Assistenz)
- 1985: Freitag der 13. – Ein neuer Anfang (Friday the 13th: A New Beginning) (Schnitt-Assistenz)
- 1987: Siesta (Schnitt-Assistenz)
- 1988: Die Generation von 1969 (1969) (Schnitt-Assistenz)
- 1989: Der Club der toten Dichter (Dead Poets' Society) (Schnitt-Assistenz)
- 1990: RoboCop 2
- 1991: Ein Pfeil in den Himmel (At Play in the Fields of the Lord)
- 1991: Trabbi goes to Hollywood (Driving Me Crazy)
- 1992: 1492 – Die Eroberung des Paradieses (1492: Conquest of Paradise)
- 1993: Fearless – Jenseits der Angst (Fearless)
- 1994: Die goldenen Jungs (City Slickers II: The Legend of Curly’s Gold)
- 1995: Im Sumpf des Verbrechens (Just Cause)
- 1996: Mission: Rohr frei! (Down Periscope)
- 1997: … denn zum Küssen sind sie da (Kiss the Girls)
- 1998: Talos – Die Mumie (Tale of the Mummy)
- 2001: Impostor
- 2001: Sag kein Wort (Don't Say a Word)
- 2003: Daredevil
- 2004: I, Robot
- 2005: Jesse Stone: Eiskalt (Stone Cold)
- 2007: Motel (Vacancy)
- 2007: The Messengers
- 2007: Whisper
- 2009: Armored
- 2010: Takers – The Final Job (Takers)